# Österreichische Nationalmannschaft bei der Internationalen Sechstagefahrt
Die österreichischen Nationalmannschaften bei der Internationalen Sechstagefahrt sind eine Auswahl von Fahrern und Fahrerinnen (bislang war jedoch noch keine Frauenmannschaft am Start) für die Nationenwertungen dieses Wettbewerbes.
Entsprechend den Regelungen für die Sechstagefahrt wurden Nationalmannschaften für die Wertung um die Trophy (später: World Trophy), Silbervase (ab 1985: Junior World Trophy) und die Women`s World Trophy zugelassen. Der Umfang der Mannschaften und die Regularien für die Teilnahme änderte sich mehrmals im Laufe der Zeit.
1929 nahmen bei der Internationalen Sechstagefahrt von München nach Genf mit zwei Silbervase-Teams Nationalmannschaften aus Österreich teil.
Beste Platzierungen waren der bislang einzige Sieg im Wettbewerb um die World Trophy 1960 sowie ein zweiter Platz im Wettbewerb um die Silbervase 1963. An die damaligen Erfolge konnte nicht mehr angeknüpft werden, die bislang letzte Podestplatzierung datiert von 1973 mit einem dritten Platz im Wettbewerb um die World Trophy. – Auch stellte man in insgesamt 17 Jahren zwischen 1998 und 2021 überhaupt keine Nationalmannschaften.
Die Liste erhebt keinen Anspruch auf Vollständigkeit.

## 1929–2006
| Jahr                    | World Trophy | Silbervase |
| ----------------------- | --- | --- |
| 1929                    | keine Teilnahme | 5. (A-Mannschaft) Hugo Höbel (Puch) Siegfried Cmyral (Puch) Oswald (Puch)                                                             |
| 1929                    | keine Teilnahme | 7. (B-Mannschaft) T. Pospischil (Ariel) Sartorius (Ariel) A. Iglseder (BMW)                                                           |
| {\displaystyle \vdots } | keine Teilnahme | keine Teilnahme |
| 1932                    | keine Teilnahme | 8. A. Iglseder (BMW 750) T. Pospischil (Ariel 500) Otto Steinfellner (Puch 500)                                                       |
| 1933                    | keine Teilnahme | keine Teilnahme |
| 1934                    | keine Teilnahme | 3. Hans Walz (Puch 248) Siegfried Cmyral (Puch 248) Otto Steinfellner (Puch 248)                                                      |
| 1935                    | keine Teilnahme | keine Teilnahme |
| 1936                    | keine Teilnahme | 7. (A-Mannschaft) Wolf von Millenkovich (Puch 250) E. Th. Martinak (Puch 248) Wolfgang Denzel (Puch 500)                              |
| 1936                    | keine Teilnahme | 4. (B-Mannschaft) Siegfried Cmyral (Puch 248) F. Stumfoll (Puch 246) A. Wagner (Puch 248)                                             |
| 1937                    | keine Teilnahme | 10. Wolf von Millenkovich (Puch 248) Hubert Stroinigg (Puch 248) Wolfgang Denzel (BMW 500)                                            |
| 1938                    | keine Teilnahme | keine Teilnahme |
| 1939                    | keine Teilnahme (a) | keine Teilnahme (a) |
|                         | | |
| 1947                    | keine Teilnahme | keine Teilnahme |
| 1948                    | 2. | keine Teilnahme |
| 1949                    | keine Teilnahme | keine Teilnahme |
| 1950                    | 2. | keine Teilnahme |
| 1951                    | 2. Siegfried Cmyral (Puch 150) Eduard Beranek (Puch 125) Josef Fussi (Puch 125) Hubert Rauh (Puch 250) Johann Weingartmann (Puch 250)                                                           | keine Teilnahme |
| 1952                    | 2. Eduard Beranek (Puch 171) Johann Kramer (Puch 171) Siegfried Cmyral (Puch 171) Hans Weingartmann (Puch 248) Hubert Rauh (Puch 250)                                                           | 11. (A-Mannschaft) Franz Gnaser (Puch 171) Herbert Csakoi (Puch 248) Wolfgang Denzel (BMW 600)                                        |
| 1952                    | 2. Eduard Beranek (Puch 171) Johann Kramer (Puch 171) Siegfried Cmyral (Puch 171) Hans Weingartmann (Puch 248) Hubert Rauh (Puch 250)                                                           | 12. (B-Mannschaft) Hans Zesula jun. (Puch 123) Edi Platzer (Puch 125) Karl Devoty (Puch 171)                                          |
| 1953                    | keine Teilnahme | keine Teilnahme |
| 1954                    | 5. Siegmund Husar (Puch 175) Franz Gnaser (Puch 175) Johann Kramer (Puch 250) Helmut Volzwinckler (Puch 250) Johann Weingartmann (Puch 250)                                                     | 7. D. Heisinger (Jawa 250) J. Aufreiter (Jawa 250) Eduard Beranek (Jawa 250)                                                          |
| 1955                    | 4. Eduard Beranek (KTM 124) Erwin Lechner (KTM 124) Helmut Inzko (Puch 248) Siegmund Husar (Puch 248) Otto Heisinger (Puch 248)                                                                 | 5. Georg Ölmann (Jawa 250) Fridolin Muck (Jawa 250) Günther Rajnoch (Jawa 250)                                                        |
| 1956                    | 6. Siegmund Husar (Puch SGS 247) Helmuth Inzko (Puch 248) Fridolin Muck (KTM 175) Helmut Schachner (KTM 175) Kurt Statzinger (KTM 125) Egon Dornauer (KTM 125)                                  | 23. Karl Zöhrer (Maico 250) Sepp Pucher (Puch 248) Alfred Pruckner (Horex 348) Günther Rajnoch (Jawa ČZ 344)                          |
| 1957                    | keine Teilnahme | 18. Kurt Statzinger (Jawa-ČZ 250) Helmut Inzko (Jawa-ČZ 250) Wilhelm Zeller (Jawa-ČZ 250) Otto Heisinger (Jawa-ČZ 350)                |
| 1958                    | keine Teilnahme | 4. (A-Mannschaft) Egon Dornauer (Puch 175) Josef Pucher (Puch 250) Karlheinz Behrendt (Puch 250) Karl Zöhrer (Puch 282)               |
| 1958                    | keine Teilnahme | 8. (B-Mannschaft) Erwin Lechner (KTM 124) Kurt Statzinger (Jawa 248) Helmut Inzko (Puch 248) Josef Aufreiter (Puch 173)               |
| 1959                    | keine Teilnahme | keine Teilnahme |
| 1960                    | 1. Ruppert Köberl (Puch 125) Siegfried Stuhlberger (Puch 125) Josef Kleinschuster (Puch 175) Egon Dornauer (Puch 175) Karlheinz Behrendt (Puch 248) Hans Leitner (Puch 248)                     | 15. (A-Mannschaft) Horst Leitner (Puch 175) Erwin Lechner (Puch 175) Martin Polz (Puch 175) Kurt Statzinger (Puch 248)                |
| 1960                    | 1. Ruppert Köberl (Puch 125) Siegfried Stuhlberger (Puch 125) Josef Kleinschuster (Puch 175) Egon Dornauer (Puch 175) Karlheinz Behrendt (Puch 248) Hans Leitner (Puch 248)                     | 13. (B-Mannschaft) Herbert Huber (ČZ 175) Wilhelm Zeller (Jawa 248) Josef Aufreiter (Jawa 248) Alois Stangl (Jawa 344)                |
| 1961                    | 3. Ruppert Köberl (Puch 124) Werner Wabnig (Puch 175) Josef Kleinschuster (Puch 174) Hans Leitner (Puch 250) Karlheinz Behrendt (Puch 248) Horst Leitner (Puch 350)                             | keine Teilnahme |
| 1962                    | keine Teilnahme | 8. |
| 1963                    | keine Teilnahme | 2. Ehr. Seitinger (Jawa 250) Johann Sommerauer (Jawa 250) Hans Leitner (Jawa 350) Horst Leitner (Jawa 350)                            |
| 1964                    | 7. Hannes Meisenbichler (KTM 50) Johann Sommerauer (KTM 50) Toni Kiemeswenger (KTM 125) Karlheinz Behrendt (Puch 250) Werner Wabnig (Puch 350) H. J. Lenert (Puch 350)                          | keine Teilnahme |
| 1965                    | keine Teilnahme | 19. |
| 1966                    | keine Teilnahme | 12. (A-Mannschaft) Werner Wabnig (Puch 125) Johann Sommerauer (Puch 50) Heribert Dietrich (Puch 50) Ruppert Köberl (Puch 50)          |
| 1966                    | keine Teilnahme | 20. (B-Mannschaft) Dieter Pochlatko (KTM 50) G. Weber (KTM 50) Toni Kiemesweger (KTM 50) Horst Trunckenpolz (KTM 125)                 |
| 1967                    | 2. Johann Sommerauer (Puch 175) Walter Leitgeb (Puch 175) Kurt Statzinger (Puch 125) F. Schmaltz (DKW 125) Heribert Dietrich (Puch 50) Stefan Pachernegg (Puch 50)                              | 22. Ehr. Seitinger (Bultaco 250) J. Schuster (Bultaco 250) H. Leitner (Bultaco 350) Siegfried Stuhlberger (KTM 50)                    |
| 1968                    | 5. Stefan Pachernegg (Puch MC 49) Heribert Dietrich (Puch MC 124) Manfred Klerr (Puch MC 250) Walter Leitgeb (Puch MC 175) Johann Sommerauer (Puch MC 175) Franz Dworak (Puch MC 125)           | keine Teilnahme |
| 1969                    | 8. Stefan Pachernegg (Puch MC 50) Siegfried Stuhlberger (KTM Penton 50) Heribert Dietrich (Puch MC 100) Franz Dworak (Puch MC 125) Walter Leitgeb (Puch MC 175) Johann Sommerauer (Puch MC 175) | keine Teilnahme |
| {\displaystyle \vdots } | keine Teilnahme | keine Teilnahme |
| 1973                    | 3. Johann Sommerauer (Puch 125) Heribert Dietrich (Puch 175) Rudolf Promberger (Puch 175) Kurt Statzinger (Puch 175) Josef Zotzek (Puch 175) Walter Leitgeb (Puch 250)                          | keine Teilnahme |
| 1974                    | keine Teilnahme | 5. Stefan Pachernegg (Puch 175) Josef Zotzek (Puch 175) Dieter Pochlatko (Puch 175) Rudolf Promberger (Puch 250)                      |
| 1975                    | 7. Dieter Pochlatko (Puch 175) Stefan Pachernegg (Puch 175) Josef Zotzek (Puch 175) Peter Bous (KTM 350) Rudolf Promberger (KTM 366) Johann Sommerauer (KTM 352)                                | keine Teilnahme |
| 1976                    | 5. Walter Leitgeb (Puch 250) Johann Sommerauer (Puch 250) Heribert Dietrich (Puch 250) Ulrich Leitner (KTM 350) Reinhard Knoll (KTM 350) Rudolf Promberger (KTM 500)                            | 8. Dieter Pochlatko (Puch 175) Josef Zotzek (Puch 175) Franz Schweighofer (KTM 250) Hermann Mösslacher (KTM 350)                      |
| 1977                    | 8. | 13. |
| 1978                    | 14. Manfred Horn (KTM 125) Dieter Pochlatko (Puch 125) Josef Zotzek (Puch 175) Johann Lebsinger (KTM 500) Rudolf Promberger (KTM 500) Johann Sommerauer (Bultaco 500)                           | keine Teilnahme |
| 1979                    | 10. Wolfgang Edlinger (KTM 175) Ludwig Eiglmeier (KTM 250) Karl Sommerbauer (KTM 250) Franz Reiter (KTM 350) Johann Lebsinger (KTM 500) Rudolf Promberger (KTM 500)                             | 13. Josef Zotzek (Puch 175) Hans Danzinger (KTM 175) Josef Sommerauer (Bultaco 250) Erich Glavitzka (KTM 500)                         |
| 1980                    | 11. Franz Strobl (KTM 125) Hans Danzinger (KTM 175) Alois Kuhn (KTM 250) Ludwig Eiglmeier (KTM 250) Bruno Strigl (KTM 250) Rudolf Promberger (KTM 350)                                          | keine Teilnahme |
| 1981                    | 11. Johann Sommerauer (Puch 80) Helmut Frauwallner (Puch 175) Heinz Kinigadner (Puch 250) Franz Schweighofer (Puch 250) Hans Kinigadner (Puch 250) Walter Leitgeb (Puch 501)                    | 12. Johann Danzinger (KTM 175) Wolfgang Edlinger (KTM 500) Rudolf Promberger (KTM 500) Johann Lebsinger (KTM 500)                     |
| 1982                    | 10. | 15. |
| 1983                    | 15. Hubert Trattner (KTM 125) Rudolf Egger (KTM 125) Hans Danzinger (KTM 250) Franz Strobl (KTM 250) Johann Haslacher (KTM 278) Rudolf Promberger (KTM 500 4T)                                  | 14. Peter Neurauter (KTM 250) Franz Schweighofer (Puch 250) Franz Euger (Husqvarna 500) Johann Lebsinger (KTM 500 4T)                 |
| 1984                    | 11. Hubert Trattner (KTM 125) Hans Danzinger (KTM 250) Ernst Gruber (KTM 250) Peter Neurauter (KTM 250) Reinhard Lehnert (KTM 500) Rudolf Promberger (KTM +500 4T)                              | 17. Franz Czerschnuschak (KTM 250) Christian Deinhammer (Husqvarna 500) Wolfgang Edlinger (Husqvarna 500) Gustav Hoda (Husqvarna 500) |
| 1985                    | 9. Hubert Trattner (KTM 125) Joachim Neurauter (KTM 250) Wolfgang Zeitler (KTM 250) Hans Danzinger (KTM 250) Friedrich Pelz (KTM 500) Reinhard Lehnert (KTM +500 4T)                            | ab 1985: Junior World Trophy |
| 1985                    | 9. Hubert Trattner (KTM 125) Joachim Neurauter (KTM 250) Wolfgang Zeitler (KTM 250) Hans Danzinger (KTM 250) Friedrich Pelz (KTM 500) Reinhard Lehnert (KTM +500 4T)                            | keine Teilnahme |
| 1986                    | 12. Hubert Trattner (KTM 125) Wolfgang Zeitler (KTM 250) Hans Danzinger (KTM 250) Friedrich Pelz (KTM 500) Peter Neurauter (KTM 500) Reinhard Lehnert (KTM 600 4T)                              | keine Teilnahme |
| 1987                    | 14. Hubert Trattner (KTM 125) Wolfgang Zeitler (KTM 125) Fritz Pelz (KTM 250) Hans Danzinger (KTM 500) Peter Neurauter (KTM 500) Reinhard Lehnert (KTM +500 4T)                                 | 10. Karl Bair (KTM 250) Peter Bous (KTM 250) Arno Edlinger (KTM 250) Johann Kaiser (KTM 500)                                          |
| 1988                    | 11. C. Kaiser (KTM 125) Peter Neurauter (KTM 125) Kurt Staufer (KTM 250) Gert Pichler (KTM 250) Wolfgang Zeitler (KTM 250) Reinhard Lehnert (KTM +500 4T)                                       | 12. Karl Bair (KTM 250) Arno Edlinger (KTM 250) Johann Kaiser (KTM 500) Martin Weichenberger (KTM 500)                                |
| 1989                    | 10. Jürgen Fink (Honda 125) Karl Bair (KTM 250) Arno Edlinger (KTM 500) Heinz Kinnigander (KTM 500) Helmbrecht Sumann (KTM 500) Simon Schram (Husqvarna +500 4T)                                | keine Teilnahme |
| 1990                    | 10. Peter Bous (KTM 125) Gert Pichler (KTM 250) Heinz Kinnigander (KTM 500) Karl Bair (KTM 500) Johann Kaiser (KTM +500 4T) Martin Weichenberger (KTM +500 4T)                                  | keine Teilnahme |
| 1991                    | keine Teilnahme | keine Teilnahme |
| 1992                    | 6. Gert Pichler (KTM 500) Stefan Pochlatko (KTM 250) Karl Bair (KTM 500) Heinz Kinnigander (KTM 500) Martin Weichenberger (KTM 350 4T) Georg Reiter (KTM +500 4T)                               | keine Teilnahme |
| 1993                    | 17. Werner Erös (KTM 250) Martin Weichenberger (KTM 350 4T) Rudolf Pöschl (KTM 500) Gebhard Puntigam (KTM 500) Karl Bair (KTM 500) Georg Teufl (KTM 1300)                                       | keine Teilnahme |
| 1994                    | 16. Klaus Strohmeier (KTM 125) Peter Bous jun. (KTM 175) Oliver Brichard (KTM 175) Christian Neumeister (KTM 175) Karl Handl (KTM 350 4T) Herbert Hubmann (KTM 1300 4T)                         | keine Teilnahme |
| 1995                    | 11. Klaus Strohmeier (KTM 125) Christian Neumeister (KTM 175) Hermann Gruber (KTM 175) Oliver Brichard (KTM 175) Gerald Haßlinger (KTM +500 4T) Gebhard Puntigam (KTM 350 4T)                   | keine Teilnahme |
| 1996                    | keine Teilnahme | keine Teilnahme |
| 1997                    | 15. Klaus Strohmeier (KTM 175) Oliver Brichard (KTM 175) Hannes Maxwald (KTM 175) Hannes Mayrhofer (KTM 400 4T) Martin Weichenberger (KTM +500 4T) Gebhard Puntigam (KTM +500 4T)               | keine Teilnahme |
| {\displaystyle \vdots } | keine Teilnahme | keine Teilnahme |
| 2006                    | keine Teilnahme | keine Teilnahme |

## Seit 2007
| Jahr                    | World Trophy | Junior World Trophy                                                                                                  | Women’s World Trophy |
| ----------------------- | --- | --- | -------------------- |
| 2007                    | keine Teilnahme | keine Teilnahme | keine Teilnahme      |
| 2008                    | 18. Bernhard Walzer (KTM) Eduard Ederer (KTM) Andreas Halsmayer (KTM) Eduard Neufelner (KTM) Gunther Schopohl (KTM) Paul Schrank (KTM)                  | keine Teilnahme | keine Teilnahme      |
| {\displaystyle \vdots } | keine Teilnahme | keine Teilnahme | keine Teilnahme      |
| 2012                    | 12. Bernhard Walzer (KTM) Lars Enöckl (KTM) Daniel Stocker (KTM) Matthias Wibmer (KTM) Rudi Pöschl (Husaberg) Markus Tischhart (KTM)                    | 11. Florian Salbrechter (Husaberg) Felix Wegleiter (KTM) Walter Feichtinger (KTM) Michael Feichtinger (KTM)          | keine Teilnahme      |
| 2013                    | 10. Bernhard Schöpf (KTM) Michael Staufer (KTM) Bernhard Walzer (KTM) Matthias Wibmer (KTM) Walter Feichtinger (KTM) Mario Hirschmugl (KTM)             | keine Teilnahme | keine Teilnahme      |
| 2014                    | keine Teilnahme | keine Teilnahme | keine Teilnahme      |
| 2015                    | 10. Bernhard Schöpf (KTM) Michael Staufer (KTM) Patrick Neisser (Husqvarna) Matthias Wibmer (Husqvarna) Walter Feichtinger (KTM) Mario Hirschmugl (KTM) | 10. Michael Feichtinger (Husqvarna) Markus Geier (KTM) Philipp Reichinger (Husqvarna) Florian Reichinger (Husqvarna) | keine Teilnahme      |
| 2016                    | 17. Pascal Rauchenecker (Husqvarna) Bernhard Schöpf (KTM) Matthias Wibmer (Husqvarna) Markus Geier (KTM)                                                | 9. Michael Feichtinger (Husqvarna) Walter Feichtinger (KTM) Florian Reichinger (Husqvarna)                           | keine Teilnahme      |
| {\displaystyle \vdots } | keine Teilnahme | keine Teilnahme | keine Teilnahme      |
| 2021                    | 13. Mario Hirschmugl (KTM) Walter Feichtinger (KTM) Michael Feichtinger (KTM) Bernhard Schöpf (KTM)                                                     | keine Teilnahme | keine Teilnahme      |
| 2022                    | 18. Mario Hirschmugl (KTM) Walter Feichtinger (KTM) Michael Feichtinger (KTM) Christoph Heinz (Husqvarna)                                               | 11. Marcel Schnolzer (KTM) David Rinner (KTM) Thomas Hecher (GasGas)                                                 | keine Teilnahme      |
| 2023                    | keine Teilnahme | keine Teilnahme | keine Teilnahme      |
| 2024                    | 7. Bernhard Schopf (KTM 300 2T) Walter Mayer-Feichtinger (KTM 450 4T) Alexander Pölzleithner (KTM 250 4T) Lukas Neurauter (GasGas 350 4T)               | keine Teilnahme | keine Teilnahme      |